# Creagrutus gracilis
Creagrutus gracilis är en fiskart som beskrevs av Richard P. Vari och Anthony S. Harold 2001. Creagrutus gracilis ingår i släktet Creagrutus och familjen Characidae. Inga underarter finns listade i Catalogue of Life.